# Landolphia cuneifolia
Landolphia cuneifolia är en oleanderväxtart som beskrevs av Marcel Pichon. Landolphia cuneifolia ingår i släktet Landolphia och familjen oleanderväxter. Inga underarter finns listade i Catalogue of Life.